# Feketebegyű paradicsom-légyvadász
A feketebegyű paradicsom-légyvadász (Terpsiphone viridis) a madarak osztályának verébalakúak (Passeriformes) rendjébe és a császárlégykapó-félék (Monarchidae) családjába tartozó faj.

## Rendszerezése
A fajt Philipp Ludwig Statius Müller német zoológus írta le 1776-ban, a Muscicapa nembe Muscicapa viridis  néven.

## Alfajai
- Terpsiphone viridis harterti - (R. Meinertzhagen, 1923) - az Arab-félsziget déli része
- Terpsiphone viridis viridis -  (Statius Muller, 1776) - Nyugat-Afrikában, Szenegál és Gambia területétől Sierra Leone területéig
- Terpsiphone viridis speciosa - (Cassin, 1859) - Dél-Szudán délnyugat része, a Közép-afrikai Köztársaság, Kamerun déli része, Gabon, a Kongói Köztársaság, a Kongói Demokratikus Köztársaság, Angola északkeleti része, eredetileg különálló fajként írták le.
- Terpsiphone viridis ferreti - (Guérin-Méneville, 1843) - Elefántcsontpart északi része, Burkina Faso, Mali déli része, Niger, Csád, Szudán, Etiópia, Szomália és Kenya, eredetileg különálló fajként írták le.
- Terpsiphone viridis restricta - (Salomonsen, 1933) - Uganda déli része
- Terpsiphone viridis kivuensis - (Salomonsen, 1949) - Uganda délnyugati része, Ruanda, Burundi, a Kongói Demokratikus Köztársaság keleti része és Északnyugat-Tanzánia
- Terpsiphone viridis suahelica - (Reichenow, 1898) - Nyugat-Kenya és Észak-Tanzánia, eredetileg különálló fajként írták le.
- Terpsiphone viridis ungujaensis - (C. H. B. Grant & Mackworth-Praed, 1947) - Tanzánia keleti része, valamint Zanzibár, Pemba és Mafia szigete
- Terpsiphone viridis plumbeiceps - (Reichenow, 1898)- Angola középső része, Zambia, Malawi, Tanzánia délnyugati része, Mozambik, Zimbabwe és a Dél-afrikai Köztársaság északi része
- Terpsiphone viridis granti - (Roberts, 1948) - a Dél-afrikai Köztársaság keleti és déli része, eredetileg különálló fajként írták le.

## Előfordulása
Angola, Benin, Bissau-Guinea, Botswana, Burkina Faso, Burundi, Csád, Elefántcsontpart, a Dél-afrikai Köztársaság, Dél-Szudán, Dzsibuti, Egyenlítői-Guinea, Eritrea, Etiópia, Gabon, Gambia, Ghána, Guinea, Kamerun, Kenya, a Kongói Köztársaság, a Kongói Demokratikus Köztársaság, a Közép-afrikai Köztársaság, Lesotho, Libéria, Malawi, Mali, Mauritánia, Mozambik, Namíbia, Niger, Nigéria, Omán, Ruanda, Szaúd-Arábia, Szenegál, Sierra Leone, Szomália, Szudán, Szváziföld, Tanzánia, Togo, Uganda, Jemen, Zambia és  Zimbabwe területén honos.
Természetes élőhelyei a szubtrópusi és trópusi síkvidéki és hegyi esőerdők, szavannák és cserjések, valamint szántóföldek és vidéki kertek. Vonuló faj.

## Megjelenése
Testhossza 18 centiméter.  Farka nagyon hosszú, kétszer hosszabb mint a teste, melyben található két  fehér hosszú szalag, amely 9 centiméter.  feje és torka  fekete. Szárnya és farka gesztenye barna színű. Szeme körül egy kék bőr kinövés található. A tojónál ez hiányzik, farka rövidebb. Barna tollszínének árnyalat nem olyan mint a hímé. Tollazata sápadtabb mint a hímé.
|  |  |  |

## Életmódja
Zajos madár. Általában magányos, de párban is él, rovarokkal táplálkozik. Hosszú farka miatt repülése kecses.

## Szaporodása
Kis csésze alakú fészkét fára készíti. Fészekalja 2-3 tojásból áll, melyet 15 napig mindkét szülő költ. A fiókák a kikelés után 14-15 napot maradnak a fészekben még, majd utána még 1 hétig a még a fészek körül.

## Természetvédelmi helyzete
Az elterjedési területe rendkívül nagy, egyedszáma pedig stabil. A Természetvédelmi Világszövetség Vörös listáján nem fenyegetett fajként szerepel.